# 贡嘎曲德寺
贡嘎曲德寺，又称“贡噶寺”、“多吉丹寺”，位于中國西藏自治区山南市贡嘎县，是一座藏传佛教萨迦派寺院，也是萨迦派贡噶派的祖寺。

## 历史
贡嘎曲德寺位於贡嘎县境内，地处拉萨至贡嘎机场高速公路旁边，是萨迦派知名寺院之一。
1464年，图敦·贡噶南杰创建贡嘎曲德寺。图敦·贡噶南杰（1432年－1496年）生于吞地方（今拉萨市尼木县）的图弥家族，故被敬称为“图敦”。他幼名“扎安杰布”，因为幼年即善五大陀罗尼的诵持，故得此称号。后来，他师从吉·降巴林巴（慈洲大师）受比丘戒，又从宗巴·索南桑布等高僧学习显密教法，获萨迦派嫡传教授。33岁时，他在前藏贡嘎以东创建贡嘎曲德寺，弘传萨迦派教法，成为前藏萨迦派最为有力的道场。
图敦·贡噶南杰传出的法统称为“后宗巴系”或者“贡噶系”。在密宗方面，萨迦派发展出三个支派：俄尔派、擦尔派、贡噶派。俄尔派由俄尔钦·贡噶桑波（1382年－1456年）创立，祖寺为俄尔寺，是萨迦派晚期在后藏弘传密教的重要场所。贡噶派由图敦·贡噶南杰创立，贡嘎曲德寺成为萨迦派在前藏弘传密法的重要场所。擦尔派由擦尔钦·罗赛嘉措（1496年－1566年）创立，他常驻土丹根培寺。
《卫藏道场胜迹》记载：贡嘎曲德寺“营建精美绝伦。大殿后堂的净香室中供有班钦·迦耶多罗的颅盖骨，颅内有极为殊胜的释迦像。”该寺内还有事续、行续、瑜伽续、无上瑜伽续的四十五种修法会供曼荼罗。
文化大革命时期，该寺被当作仓库使用，所以保存完好，损失较小。21世纪初，贡嘎曲德寺有僧人约60多人。
2012年，该寺35名僧人被评为西藏自治区爱国守法先进僧尼。

## 建筑
贡嘎曲德寺现存主要建筑包括大经堂、僧舍。
大经堂，高二层，平面呈正方形。门前有两根明柱，左右门墙上绘四大天王像。大经堂内部有二十余根大立柱，经堂内可容纳数千位喇嘛同时诵经。每根立柱上悬挂有唐卡。大殿四壁绘有佛本生故事壁画，为明清时期绘制。大殿进门左侧为护法神殿，门口有护法神塑像，其内主供大威德金刚、班丹拉姆等护法神；大殿右侧是一座小佛殿，塑像已毁，现存放杂物，但保存有部分佛本生壁画，其风格与大殿壁画差别很大，比如装饰图案、卷草纹图案显然受到白居寺及古格画派的影响，该壁画似乎比大殿壁画的年代早不少年。在前藏寺院内，该小殿壁画的画风独树一帜。
大经堂下层正中的佛殿内供奉释迦牟尼，左侧为强巴佛殿，塑像均很高大。佛殿门前的左右墙壁上绘有大约2米的萨迦五祖壁画。佛殿背后是一凹形的转经回廊，回廊两壁绘有佛经故事，年代约在清朝之前，但因回廊内潮湿阴暗，大部分壁画剥落损坏。佛殿的前方是用来采光的长方形天窗，天窗的内壁上绘有萨迦五祖、宗喀巴师徒三尊，以及有汉地画风的大肚弥勒佛等壁画。
大经堂左侧是僧人居住的僧舍，距离大经堂大约数百米。大经堂前为广场，两侧设有煨桑台。